# Jotine
Marcel Guinard (dit Jotine ou le dernier vielleux), né le 18 août 1900 à La Chapelle-Saint-André dans la Nièvre et mort le 6 juin 1975 à Tannay, est un musicien et poète français.
Il a joué de plusieurs instruments :
- La vielle à roue
- Le violon
- Le violoncelle
- L'accordéon chromatique
- La clarinette
- La cornemuse du centre

## Biographie
Né à la métairie du château de Corbelin (hameau de La Chapelle-Saint-André), Jotine descend de quatre générations de musiciens.
En 1913, il commence à jouer de la vielle à roue et du violon avec son père Louis et ses frères Ferdinand et Ernest.
En 1920, la mode de la vielle déclinant, il achète un bal parquet, « le Tire-sou ».
En 1927, il fonde avec Ferdinand le « Guinard Jazz Band » et introduit le jazz dans le Morvan. Jotine se met également à jouer du violoncelle et de l'accordéon, et il s'adonne aussi à la poésie patoisante. Son œuvre sera récompensée par la Société des poètes français en 1971.
Plus tard, son chemin le conduit à Clamecy, où il tiendra le café « Au Vielleux du Pont Châtelain » pendant plus de douze ans.
Jotine est sensible aux problèmes de ses contemporains et il essaye de les leur faire oublier par sa musique et son humeur.
Il prend sa retraite à Tannay, où il se produit encore aux différentes noces et fêtes des coteaux de la Tannayse.
À sa mort, Jotine laissa un carnet de partition qu'il avait patiemment rédigées tout au long de sa carrière. Ce carnet contient une centaine de morceaux de bal, tous de sa composition.
L'ordre de la Gigouillette lui fut décerné le 28 janvier 1955.